# Шар пей
Китайско бойно куче (на китайски: 沙皮, в превод: пясъчна кожа, известно в съвремието като Шар-пей) е бойна порода кучета, произхождаща от Китай. Средно е по размер и весело по характер.

## История
Родината на шарпеите е Китай. През вековете този вид животни е живял изключително на брега на Южнокитайско море и в Южен Китай. Надеждно е известно, че тези кучета са се появили преди повече от 3000 години. Селектирана е за боеве с други кучета, както и за пазене на добитъка и лов на глигани. Породата неведнъж е била застрашена от изчезване, но днес е разпространена по целия свят. Буквално името се превежда като пясъчна кожа, което показва цвета на козината му. Американският киноложки клуб признава породата през 1991.

## Външен вид
Представителите на тази порода са средни по размер и много здрави по телосложение. Отличителен белег на шар пей е неговата набръчкана кожа, която му придава сърдито и нацупено изражение. Това изражение понякога дори изглежда тъжно поради силно сбръчканата му носна гъба. Има къса и права козина, която може да бъде кафява, сива, червена и светлобежова (пясъчна). Тежи между 16 и 26 кг, а височината му е 46 и 51 см.

### Поддръжка на външния вид
За поддръжка на козината на шар пея е нужно само разресване на късата му козина, за поддръжка на добрия ѝ вид. Поради хигиенични причини трябва да се почистват набръчканата кожа и ушите.

## Темперамент
Китайското бойно куче е весело по характер. Ако се социализира правилно, то е приятелски настроено, но може да бъде независимо и надменно. Сериозен и самоуверен, шар пей изисква уважение и ако се социализира и дресира добре, той отдава такова. Отнася се с агресия към други кучета и животни и ако семейството, където се отглежда, притежава други любимци, това може да създаде известни проблеми. Породата първоначално е отглеждана за боеве и това и е дало бойни инстинкти, някои от които са съхранени и до днес и могат да се проявят при провокация. Нужно е социализиране на ранна възраст за пълна безопасност на децата и другите домашни любимци. Шар пеят обича стопаните си и предпочита човешката пред кучешката компания. Той е твърдоглав и упорит, затова дресировката му е трудна и по-подходящ за семейства с опит в отглеждането на кучета. Нуждае се от ежедневни разходки, за да изразходва големия си запас от енергия. Може да гледа на котките като плячка и да напада добитъка, защото има ловен инстинкт.

## Здраве
Кучетата от тази порода живеят между 7 и 12 години, сравнително малко сред кучешките породи. Може да боледува от редица заболявания, като ентропиум, дисплазия на тазобедрената става, проблеми с щитовидната жлеза, автоимунни проблеми, алергии, чувствителност към химикали и медикаменти и др. Кучетата от породата трябва да имат CERF и OFA сертификати за здравословно състояние.